# Conmetall Meister
Die Conmetall Meister GmbH ist ein deutsches Handelsunternehmen mit Sitz in Celle sowie ein Teil der Würth-Gruppe.

## Geschichte
Im Jahr 1996 erwarb Würth die Conmetall GmbH & Co. KG (Gründung 1976) mit Sitz in Celle aus dem Eigentum der Unternehmensgruppe Dobberkau. Trotz der deutlichen Marktpräsenz beider Unternehmen in ihren Geschäftsfeldern führte die Prüfung durch das Bundeskartellamt zu einer Zustimmung. Für das Jahr 1996 bezifferte das Amt den Unternehmensumsatz von Conmetall mit rund 300 Millionen DM.
Im Jahr 2017 fusionierten die ehemalige Conmetall GmbH & Co. KG und die Meister Werkzeuge GmbH mit Sitz in Wuppertal (Gründung 1948) zur heutigen Conmetall Meister GmbH.
Die Geschäftsführung besteht seit Mai 2025 aus Tim Gärtner, Ingo Gethöffer und Jürgen Herrmann.

## Unternehmensstruktur
Neben den Standorten Celle und Wuppertal gibt es weitere Vertriebsgesellschaften in Hongkong, Spanien, Frankreich, Belgien, Tschechien und die auf Sourcing und Einkauf spezialisierte Tochtergesellschaft Meister Tools Trading (Shanghai) Co., Ltd. in China.

## Produkte und Dienstleistungen
Als Lieferant für Handwerkzeuge, Sanitär-Bauteile, Gartengeräte, Eisenwaren, Elektrowerkzeuge und Elektroinstallationsmaterial liegt das Kerngeschäft im B2B-Handel mit Bau- und Gartenmärkten, Discountern und E-Commerce.